# キンイロジェントルキツネザル
キンイロジェントルキツネザル（Hapalemur aureus）は、霊長目キツネザル科ジェントルキツネザル属に分類されるサル。別名キンイロタケキツネザル、ゴールデンジェントルキツネザル、ゴールデンバンブーリーマー

## 分布
マダガスカル南東部

## 形態
体長34 - 38センチメートル。尾長38 - 42センチメートル。体重1.5 - 1.65キログラム。柔らかい体毛で密に被われる。顔は金色がかった褐色の体毛で縁取られる。胸部や腹部・尾の腹面は淡い金色がかった褐色。種小名aureusは「金色の」意で、英名goldenと同義。

## 分類
1986年にラノマファナで発見され、1987年に新種として記載された。1993年にはアンドリンギトラ山地でも発見された。

## 生態
行動圏は約80ヘクタールで、1日あたり約400メートルを移動する。ペアと幼獣からなる3 - 6匹の家族群を形成して生活する。薄明薄暮性だが、夜間に活動することもある。
主にタケの1種Cathariostachys madagascariensisを食べるが、その他のタケ類・イネ科の植物も食べる。シアン化物に対して強い耐性があり、シアン化物を多く含むタケノコを一日約500g常食として、同サイズの動物が致死するシアン化物量の12倍を食べる。毒耐性の仕組みは不明。糞にはシアン化合物は含まれず、尿に含まれることから、消化管から血液を介して腎臓に運ばれていることは解明されている。

妊娠期間は約138日。11 - 12月に1匹の幼獣を産む。

## 人間との関係
分布が限定的で断続的・低密度であることに加えて、焼畑農業や竹林伐採による生息地の破壊、食用の狩猟などにより生息数は減少している。1991年に生息地にラノマファナ国立公園が設置されたが、国立公園内でも森林伐採がおこなわれている。2005年における生息数は2,500匹以下と推定されている。